# Rajd Cypru 2016
Rajd Cypru 2016 (45. CNP Asfalistiki Cyprus Rally) – 45 edycja Rajdu Cypru rozgrywanego na Cyprze. Rozgrywany był od 7 do 9 października 2016 roku. Była to dziesiąta runda Rajdowych Mistrzostw Europy w roku 2016. Składała się z 14 odcinków specjalnych.

## Wyniki rajdu[1]
| Miejsce | Kierowca              | Pilot                | Samochód                 | Czas      | Strata   | Pkt ERC |
| ------- | --------------------- | -------------------- | ------------------------ | --------- | -------- | ------- |
| 1       | Aleksiej Łukjaniuk    | Aleksiej Arnautow    | Ford Fiesta R5           | 2:06:55.9 | –        | 25+14   |
| 2       | Marijan Griebel       | Pirmin Winklhofer    | Škoda Fabia R5           | 2:09:08.1 | +2:12.2  | 18+12   |
| 3       | Ralfs Sirmacis        | Arturs Šimins        | Škoda Fabia R5           | 2:09:51.9 | +2:56.0  | 15+10   |
| 4       | Dávid Botka           | Péter Szeles         | Citroën DS3 R5           | 2:13:16.1 | +6:20.2  | 12+8    |
| 5       | Christos Demosthenous | Pambos Laos          | Mitsubishi Lancer Evo IX | 2:14:09.1 | +7:13.2  | 10+3    |
| 6       | Nikolaos Georgiou     | Antonis Chrysostomou | Mitsubishi Lancer Evo IX | 2:16:09.0 | +9:13.1  | 8+2     |
| 7       | Costas Zenonos        | Phanos Christofi     | Mitsubishi Lancer Evo IX | 2:16:19.3 | +9:23.4  | 6       |
| 8       | Savvas Savva          | Andreas Papandreou   | Mitsubishi Lancer Evo IX | 2:19:27.7 | +12:31.8 | 4       |
| 9       | Michalis Posedias     | Georgios Alexandrou  | Mitsubishi Lancer Evo X  | 2:21:19.2 | +14:23.3 | 2       |
| 10      | Stavros Antoniou      | Demetris Pieri       | Mitsubishi Lancer Evo X  | 2:22:21.5 | +15:25.6 | 1       |
| ...     | ...                   | ...                  | ...                      | ...       | ...      | ...     |
| 12      | Panikos Polykarpou    | Gerald Winter        | Mitsubishi Lancer Evo IX | 2:23:54.9 | +16:59.0 | 0+5     |